# Dudov svilac
Dudov svilac (lat. Bombyx mori) je bjelkasti leptir iz porodice pravih prelaca ili svilaca (lat. Bombycidae). Gole gusjenice blijedožute boje duge su do 8 centimetara, hrane se lišćem bijeloga duda i nakon četvrtog presvlačenja ispredaju svilenu kukuljicu (čahuru) u koju se zakukulje. Pradomovina svilca je Kina i Japan, odakle je u 4. stoljeću uvezen u Europu. Dudov svilac uzgaja se u kulturama za dobivanje svile.

## Primjena

### Svila
Svila je tanko prirodno proteinsko vlakno koje proizvode gusjenice nekih leptira (svilci) pri izradbi kukuljice (čahura ili kokon) na prijelazu iz razvojnoga stadija ličinke u stadij mirujuće lutke ili kukuljice, a prije preobrazbe u leptira. Dobiva se odmatanjem niti s čahure i jedino je prirodno filamentno vlakno, to jest vlakno velike duljine (više stotina metara). Najznačajnija je i najkvalitetnija svila od dudova svilca, koji se jedini od svilaca uzgaja radi dobivanja svile.

### Povijest papira
Smatra se da se papir u današnjem smislu te riječi pojavio u drevnoj Kini. Kinezi su već ranije upotrebljavali svilene tkanine po kojima se moglo pisati tušem pomoću kista. Godine 105. zaslugom kineskog ministra Cai Luna (Ts’ai Luna) uveden je postupak kojim su se biljna vlakanca izluživala iz biljnog tkiva. Kao izvor vlakanaca upotrebljavali su kukuljice (čahure) svilene bube, bambusove prutove, rižinu slamu, konoplju, lan te koru nekih vrsta tamošnjih biljaka (od sirovina koje u osnovi imaju vlaknastu strukturu.). Taj vlaknasti materijal ručno su drobili i usitnjavali zajedno s komadima starih ribarskih mreža i starih krpa u kamenim posudama pomoću drvenog bata. Tako smrvljenoj masi dodavali su vodu i gašeno vapno, zatim kuhali, a nastalu kašu cijedili su na situ od bambusovih prutića i svilenih vlakanaca. Laganim tresenjem sita masa se u drvenom okviru jednolično rasporedila, a suvišna voda ocijedila kroz sito. Tako su se vlakna ispreplela i nastao je list, koji su pažljivo skinuli sa sita i sušili na ravnim daskama ili na zidu. Listove su zatim slagali u svežnjeve, prešali i premazivali ljepilom (dobiven kuhanjem riže - škrob) i ponovo sušili (isparavanjem vode na Suncu). Nakon toga su na glatkim kamenim pločama listove glačali slonovom kosti da bi postali sjajni i potpuno glatki.